# Scirrotherium
 (mars 2024).
La mise en forme du texte ne suit pas les recommandations de Wikipédia : il faut le « wikifier ».
Les points d'amélioration suivants sont les cas les plus fréquents. Le détail des points à revoir est peut-être précisé sur la page de discussion.
- Les titres sont pré-formatés par le logiciel. Ils ne sont ni en capitales, ni en gras.
- Le texte ne doit pas être écrit en capitales (les noms de famille non plus), ni en gras, ni en italique, ni en « petit »…
- Le gras n'est utilisé que pour surligner le titre de l'article dans l'introduction, une seule fois.
- L'italique est rarement utilisé : mots en langue étrangère, titres d'œuvres, noms de bateaux, etc.
- Les citations ne sont pas en italique mais en corps de texte normal. Elles sont entourées par des guillemets français : « et ».
- Les listes à puces sont à éviter, des paragraphes rédigés étant largement préférés. Les tableaux sont à réserver à la présentation de données structurées (résultats, etc.).
- Les appels de note de bas de page (petits chiffres en exposant, introduits par l'outil «  Source ») sont à placer entre la fin de phrase et le point final[comme ça].
- Les liens internes (vers d'autres articles de Wikipédia) sont à choisir avec parcimonie. Créez des liens vers des articles approfondissant le sujet. Les termes génériques sans rapport avec le sujet sont à éviter, ainsi que les répétitions de liens vers un même terme.
- Les liens externes sont à placer uniquement dans une section « Liens externes », à la fin de l'article. Ces liens sont à choisir avec parcimonie suivant les règles définies. Si un lien sert de source à l'article, son insertion dans le texte est à faire par les notes de bas de page.
- La présentation des références doit suivre les conventions bibliographiques. Il est recommandé d'utiliser les modèles {{Ouvrage}}, {{Chapitre}}, {{Article}}, {{Lien web}} et/ou {{Bibliographie}}. Le mode d'édition visuel peut mettre en forme automatiquement les références.
- Insérer une infobox (cadre d'informations à droite) n'est pas obligatoire pour parachever la mise en page.

Pour une aide détaillée, merci de consulter Aide:Wikification.
Si vous pensez que ces points ont été résolus, vous pouvez retirer ce bandeau et améliorer la mise en forme d'un autre article.
Genre
Scirrotherium est un genre fossile de pampathériidés, une famille de tatous herbivores, apparentés aux tatous modernes mais plus petits, et aux Glyptodontinae (en), aujourd'hui disparus, bien connus pour leur armure en forme de coquille. Son nom scientifique est dérivé du préfixe grec "skiros-", "couverture" et du suffixe "-therion", "bête", tandis que le nom de l'espèce type, hondaensis, honore la ville de Honda, dans le département de Tolima, en Colombie. Scirrotherium est l'un des nombreux genres de xénarthres trouvés dans la faune de La Venta, daté du Miocène moyen.

## Description
Scirrotherium n'est connu qu'à partir d'un crâne incomplet préservant les dents, d'une mandibule fragmentaire, de vertèbres postcrâniennes et de parties de son armure d'ostéoderme. Ces restes étaient plus petits que ceux de Kraglievichia et plus grands que ceux de Vassallia. Scirrotherium était caractérisé par ses molaires cylindriques, une huitième molaire inférieure bilobée et par la présence dans la troisième vertèbre thoracique d'une surface en forme de disque, supposée avoir eu un peu de mobilité. Chez Scirrotherium hondaensis, les ostéodermes mobiles se présentent dans les foramens de la zone sculptée alignés sur deux rangées, avec des bords latéraux marqués et une élévation axiale courte, arrondie et étroite. Les ostéodermes fixes présentaient moins de foramens disposés en forme d'arc avec une concavité postérieure et une élévation centrale longitudinale plus étroite, délimitée par des dépressions longitudinales superficielles. Les ostéodermes Pampathériidés attribués à ce genre, de la Formation Ituzaingó dans la province d'Entre Ríos en Argentine, de la Formation Puerto Madryn dans la péninsule Valdés en Patagonie d'Argentine et de la Formation Solimões dans l'État brésilien d'Acre, sous l'espèce S. carinatum, ont des caractéristiques anatomiques différences avec l'espèce type, telles que les foramens antérieurs des ostéodermes mobiles disposés en rangée et une élévation centrale longitudinale carénée.

## Liste des espèces
Selon GBIF (17 mars 2024) :
- † Scirrotherium antelucanus Laurito & Valerio, 2013
- † Scirrotherium carinatum Góis, Scillato-Yané, Carlini & Guilherme, 2013
- † Scirrotherium hondaensis Edmund & Theodor, 1997

## Classification
Le nom valide complet (avec auteur) de ce taxon est Scirrotherium Edmund (d) & Theodor (d), 1997.